# Kibedya
Kibedya è una circoscrizione rurale (rural ward) della Tanzania situata nel distretto di Gairo, regione di Morogoro. Conta una popolazione di 19 369 abitanti (censimento 2012).